# Христианско-демократический фронт
Христиа́нско-демократи́ческий фронт (порт. Frente Democrática Cristã) — политическая партия в Сан-Томе и Принсипи. Была создана в 1994 году.

## Предыстория
Национальный фронт сопротивления Сан-Томе и Принсипи в 1981 году эмигрантами из Сан-Томе и Принсипи, которые выступали против социалистического режима установившегося на островах. Партия создана в Габоне под руководством Карлуша да Граса, бежавшего в 1978 году после неудачной попытки государственного переворота. В 1986 году партия была изгнана из Габона после того как отношения между этой страной и Сан-Томе и Принсипи начали налаживаться. Большая часть Национального фронта сопротивления Сан-Томе и Принсипи переехала в столицу Португалии Лиссабон и отказалась от вооружённой борьбы. После того как Карлуш да Граса покинул партию, большая часть её членов влилась в состав Независимого демократического союза Сан-Томе и Принсипи. Однако небольшая группа во главе с Монсо душ Сантушем решила продолжать вооруженную борьбу и перебралась в Камерун. Там она сменила название на Национальный фронт сопротивления Сан-Томе и Принсипи — Обновленный. Национальный фронт сопротивления Сан-Томе и Принсипи — Обновленный сформирован в 1986 году небольшой фракцией Национального фронта сопротивления Сан-Томе и Принсипи которые решили продолжать вооруженную борьбу как средства свержения правительства Сан-Томе и Принсипи, после того как Национальный фронт сопротивления Сан-Томе и Принсипи объявил о том, что складывает оружие. База партии располагалась в городе Криби на юге Камеруна. 8 марта 1988 года члены партии в составе 44 человек высадились на Сан-Томе и Принсипи и попытались вооруженным путем свергнуть правительство президента Мануэля Пинту да Кошта. Однако повстанцы были плохо вооружены и подготовлены, что позволило силам безопасности Сан-Томе и Принсипи быстро подавить и пленить заговорщиков. В августе 1989 года арестованные члены Национального фронта сопротивления Сан-Томе и Принсипи — Обновленного были привлечены к суду. Они были приговорены к тюремному заключению сроком от 2 до 22 лет. Однако к апрелю 1990 года все заключённые были помилованы президентом и освобождены из тюрьмы.
В декабре 1990 года, спустя несколько месяцев после утверждения новой конституции, разрешившую многопартийную систему в стране, бывшие члены партии Национальный фронт сопротивления Сан-Томе и Принсипи — Обновленный основали партию Христианско-демократический фронт.

## История
Христианско-демократический фронт был создан бывшими членами партии Национальный фронт сопротивления Сан-Томе и Принсипи — Обновленный, не пожелавшими вступить в Демократическую коалицию оппозиции. Лидерами Христианско-демократического фронта стали Альфонсо душ Сантуш и Даниэль да Кошта. Христианско-демократический фронт принял участие в первых парламентских выборах, прошедших в 1991 году. По результатам этих выборов фронт получил всего 598 или 1,5 % голосов, что не позволило партии войти в парламент. На выборах 1994, 1998 и 2002 годов Христианско-демократический фронт также не набирал большого количества голосов и не смог получить место в Национальной Ассамблее. На президентских выборах, которые состоялись 30 июля 2006 года Христианско-демократический фронт поддержал Фрадике де Менезеша, который стал президентом, получив 60,58 % голосов избирателей. 12 февраля 2009 года было объявлено об раскрытии заговора против Менезеша, в котором участвовал лидер Христианско-демократического фронта Арлесио да Кошта, который был арестован вместе с 30 другими заговорщиками. В данный момент главой партии является Гамильтон Барбоза.